# Idaea unostrigata
Idaea unostrigata là một loài bướm đêm trong họ Geometridae.